# Hard (Wüstung)
Die Wüstung Hard ist eine mittelalterliche Wüstung bei Thaya in Niederösterreich, die als einzige in Österreich vollständig ergraben wurde.

## Lage
Die Wüstung befindet sich vier Kilometer östlich von Thaya im Hardwald.

## Geschichte
Vermutlich im frühen 12. Jahrhundert wurde in einer Quellmulde im Hardwald ein zweiräumiges, steinernes Turmhaus errichtet, in dessen Umfeld auch Eisenverarbeitung nachgewiesen werden konnte. Dieses auch als Kleinhard bezeichnete Haus wurde aber um 1230/40 verlassen. In einem zweiten, größeren Rodungsaufbruch um 1250 entstand aus zehn Bauernhöfen in Trockenmauerbauweise das Dorf Hard, wobei jeweils fünf Höfe eine Seite des schmalen Angers säumten. Mittelpunkt war die bereits genannte Quelle am Ortseingang, auf deren gegenüberliegenden Seite sich auch ein Herrenhof befand. Im letzten Viertel des 14. Jahrhunderts wurde die Siedlung aufgegeben.

## Grabungsgeschichte
1976 wurden auf dem bewaldeten Höhenrücken Mauerzüge entdeckt, die sich in Folge als Reste von Gebäuden eines verlassenen Dorfes herausstellten. Die Wüstung wurde von 1977 bis 1989 durch Fritz Felgenhauer und von 1990 bis 2000 durch seine Ehefrau Sabine Felgenhauer-Schmiedt ergraben. Das Dorf kann seitdem öffentlich besichtigt werden.